# Йоецу
Йоецу е град в Япония. Населението му е 191 835 жители (по приблизителна оценка от октомври 2018 г.), (2011 г.) а площта му е 973,32 кв. км. Намира се в часова зона UTC+9. Основан е на 29 април 1971 г.